# Sacecorbo
Sacecorbo település Spanyolországban, Guadalajara tartományban. Sacecorbo Abánades, Esplegares, Huertahernando, Armallones, Ocentejo, Cifuentes, Canredondo és Torrecuadradilla községekkel határos. Lakosainak száma 97 fő (2024).

## Népesség
A település népessége az utóbbi években az alábbiak szerint változott:
| Lakosok száma | 166  | 163  | 163  | 125  | 114  | 96   | 100  | 91   | 91   | 97   |
|               | 2001 | 2004 | 2006 | 2009 | 2011 | 2014 | 2016 | 2019 | 2021 | 2024 |